# Convention
Eine Convention (von lateinisch convenire ‚zusammenkommen‘, meist auch nur Con genannt) ist eine Veranstaltung, auf der sich Menschen mit gleichartigen Interessen (zum Beispiel Jongleure, Animefans, Rollenspieler, Fantasyfreunde und -spieler) treffen, um andere Gleichgesinnte kennenzulernen, sich mit ihnen über ihr Hobby auszutauschen und teilweise diesem auch nachzugehen. Viele Conventions bieten auch Möglichkeiten zum Einkauf an Verkaufsständen. Dabei werden neben offiziellen Produkten oft auch inoffizielle oder von Fans eigens entwickelte Werke angeboten: Bilder und Zeichnungen, Druckerzeugnisse mit Kurzgeschichten und Abenteuern, Spiele und Basteleien und insbesondere auch „Fanzines“ genannte Fan-Zeitschriften. Conventions sind mitunter zu einem wichtigen Teil der entsprechenden Szenen herangewachsen. Die Grenze zur Messe ist fließend.
Conventions finden üblicherweise in geeigneten Veranstaltungsräumen statt; von kleinen Freizeitzentren und Bürgerhäusern bis zu großen Hotels, Kongresszentren und Messehallen. Eine Besonderheit sind Liverollenspiele, welche bisweilen ebenfalls als „Con“ bezeichnet werden. Diese finden oft – zumindest, sofern das Thema der Fantasy oder Historie entstammt – abseits stark besiedelter Gebiete statt. Im Gegensatz zu allen anderen Formen von Conventions findet hier nur das Spiel selbst statt und kein Austausch über das Hobby. Da es allerdings auch Conventions gibt, die Live-Rollenspiele zum Thema haben, werden diese ebenfalls durch die gebräuchlichen Kurzformen LARP oder Live bezeichnet. Häufig gibt es ein Bühnenprogramm mit Varieté, Show und Wettbewerben zur Unterhaltung.

## Entstehung des Begriffs Convention
Seit den 1960er Jahren spielte in Lake Geneva die Castle & Crusade Society selbst erstellte Konfliktsimulationsspiele („Wargames“), vor allem mit Miniaturen (Tabletop-Spiele). 1967 gründeten Bill Speer, Gary Gygax und Scott Duncan die International Federation of Wargaming (IFW) und veranstalteten kleine regionale Wargaming-Conventions (zu dt.: Konfliktsimulations-Zusammenkünfte) inklusive einem jährlichen Treffen in Malvern, Pennsylvania. Einige Mitglieder des IFW konnten aber nicht nach Malvern reisen und veranstalteten 1967 eine Wochenend-Veranstaltung in Gary Gygax’ Privathaus. 1968 mietete Gary Gygax die Horticultural Hall und ab diesem Zeitpunkt fand jährlich ein Treffen von Konfliktsimulations-Spielern statt, das in Anspielung auf die Genfer Konventionen (englisch Geneva Conventions) „Geneva Convention“ genannt wurde und das sich unter der Bezeichnung Gen Con zum größten Rollenspieltreffen weltweit entwickelte. Mit dem Erfolg der Gen Con wurde gleichzeitig der Begriff Convention für diese Art der Veranstaltung geprägt.

## Arten von Conventions
Ein recht neuer Trend sind die Anime-Conventions, in der sich Fans von Anime und Manga über diese austauschen. Oftmals sind diese Veranstaltungen mit Cosplay-Wettbewerben, einem Bühnenprogramm, Signierstunden oder Vorführungen von Animes verknüpft. Aber auch Computerspiele gehören mit in diesen Bereich. Auch wenn diese meist ihre eigenen Conventions besitzen. Die Games Convention ist trotz ihres Namens als Messe anzusehen, da diese nicht auf Initiative von Fans entstanden ist, wohl aber der bekannteste Vertreter der Szene ist. Aber auch viele weitere Bereiche besitzen ihre eigenen Conventions, deren deutschsprachige Vertreter im Folgenden aufgelistet werden:
- Furry: Eurofurence[2], EAST[3], Mephit Mini Con[4]
- Fantasy: Alpha-Con, MagicCon, Fantasy Basel – The Swiss Comic Con
- Filme & Comic: Comic Con Germany, German Comic Con, Movie & Comic Event, Back In Time Convention[5], Revelations Germany[6], Perfect Liars Convention[7], Action Con Germany,[8] Vienna Comic Con
- Musik: Barbershop-Convention, FilkCONtinental
- Jonglieren: Jonglierconvention
- Science Fiction: Coloniacon, Dark Side of Daedalus Con, DORT.con, Elstercon, Eurocon, FedCon, Galileo7, GarchingCon, Penta-Con, Worldcon, Power Of The Force[9]
- Spiele und Fantasy: FeenCon, Gen Con, HeldenCON, Namenlose Tage, NORDCON, RatCon, Melbourne International Games Week, Gamescom, MAG, DreieichCon, Hamburger Tactica, CaveCon, Ad arma, Szenario, RedLion Con, Rhein-Main-Multiversum
- Tattoos
- LARP: ConQuest of Mythodea, Drachenfest
- Steampunk